# Final Exit
Final Exit var ett hardcoreband från Umeå med medlemmar från Refused och Abhinanda, kända för sin kompromisslöshet, sin livsstil som  Straight Edge, och sin snabba och hårda musik. I bandet spelade David Sandström "Dave Exit" (sång), Dennis Lyxzén "D-RP" (bas),  Pär Hansson "SXE Guile " (trummor), Kristofer Steen "Kid Stone" (gitarr till och med 1994) och Anders Johansson "Anders And" (gitarr från och med 1994).

## Historik
Final Exit existerad 1994–1997 och släppte två skivor (Teg och Umeå) samt EP:n Too Late for Apologies. De medverkade också på alla tre album i samlingsserien Straight Edge As Fuck samt på skivan In Our Time. Deras "introlåt" "Straight Edge Terror Force" kom långt senare att ge namn åt en grupp militanta nykterister.
För att slippa stämpeln som "sidoprojekt till Refused" antog man inte bara alias, utan låtsades även ligga i fejd med varandra.
Final Exit återförenades för en spelning under Umeå Open 2007, för att fira att bandet hade varit splittrat i 10 år. Trummor spelades då av "Jens Rens", det vill säga Jens Nordén från Step Forward, The Vectors, med flera, en välkänd profil inom Umeås punk- och hardcore-scen, som även var inhoppare på några av bandets sista spelningar under 1990-talet. 
År 2007 släpptes den kompletta diskografin Det egentliga Västerbotten på CD och 2009 gavs den ut som dubbel-LP med bonus-DVD, där flera av bandets konserter ingår, däribland återföreningen. 
År 2008 återförenades Lyxzén, Sandström och Nordén i hardcore-bandet AC4.

## Diskografi

### Album
- 1995 – Teg
- 1996 – Umeå

### EP
- 1997 – Too Late for Apologies

### Samlingar
- 2007 – Det egentliga Västerbotten